# Campionati europei di trampolino elastico 1995
I Campionati europei di trampolino elastico 1995 sono stati la 14ª edizione della competizione organizzata dalla Unione Europea di Ginnastica. Si sono svolti a Antibes, in Francia, il 2 dicembre 1995.

## Medagliere
| Posiz. | Nazione     | Oro | Argento | Bronzo | Totale |
| ------ | ----------- | --- | ------- | ------ | ------ |
| 1      | Russia      | 5   | 3       | 2      | 10     |
| 2      | Bielorussia | 3   | 1       | 2      | 6      |
| 3      | Portogallo  | 3   | 0       | 1      | 5      |
| 4      | Francia     | 1   | 3       | 3      | 7      |
| 5      | Germania    | 1   | 3       | 1      | 5      |
| 6      | Regno Unito | 0   | 1       | 1      | 2      |
| 7      | Svezia      | 0   | 1       | 0      | 1      |
| 7      | Georgia     | 0   | 1       | 0      | 1      |
| 8      | Ucraina     | 0   | 0       | 2      | 2      |
| 8      | Spagna      | 0   | 0       | 2      | 2      |
| Totale | Totale      | 13  | 13      | 14     | 40     |

## Podi

### Uomini
| Evento                | Oro                                                                        | Argento                                                                     | Bronzo                                  |
| Trampolino            | Dmitri Poliarouch                                                          | Fabrice Schwertz                                                            | Emmanuel Durand Sergey Buchovzev        |
| Double mini           | Jörg Gehrke                                                                | Magnus Innala                                                               | Samuel Castro                           |
| Tumbling              | Andrey Kruglyakov                                                          | Aleksey Kryzhanovskiy                                                       | Nicolas Francillon                      |
| Sincronizzato         | Bielorussia Denis Zhichov Jesper Dalsten                                   | Russia Aleksey Kadzhaya Igor Dunev                                          | Ucraina Dmitriy Troyan Sergey Buchovzev |
| Trampolino a squadre  | Bielorussia Denis Zhichov Ruslan Kachperko Nikolai Kazak Dmitri Poliarouch | Francia Jean-Pierre Thorn Fabrice Hennique Fabrice Schwertz Denis Passemard | Germania                                |
| Double mini a squadre | Portogallo                                                                 | Germania                                                                    | Spagna                                  |
| Tumbling a squadre    | Russia                                                                     | Bielorussia                                                                 | Francia                                 |

### Donne
| Evento                | Oro                                      | Argento                                  | Bronzo                                  |
| Trampolino            | Irina Karavaeva                          | Tatiana Louchina                         | Galina Lebedeva                         |
| Double mini           | Maria Oliveira                           | Gretje Reinemer                          | Marta Ferreira                          |
| Tumbling              | Chrystel Robert                          | Corinne Robert                           | Yelena Blovchina                        |
| Sincronizzato         | Russia Natalia Tchernova Irina Karavaeva | Georgia Anna Dogonadze Rusudan Khoperiya | Regno Unito Claire Wright Susan Shotton |
| Trampolino a squadre  | Russia                                   | Regno Unito                              | Bielorussia                             |
| Double mini a squadre | Portogallo                               | Germania                                 | Russia                                  |